# Іван Ґеорґов
Іван Ґеорґов (болг. Иван Георгов; нар. 7 січня 1862, Велес — пом. 13 серпня 1936, Софія) —  болгарський філософ, учений, член Болгарської академії наук, один із засновників і перший ректор Македонського наукового інституту, викладач Софійського університету Святого Климента Охридського, основоположник сучасної болгарської філософії.

## Біографія
Народився 7 січня 1860 в місті Велес в сім'ї Андрея Ґеорґова. До школи пішов у своєму рідному місті, але в 1875 батько відправив його до Відня, де в 1881 він закінчив державну школу, а в 1883 — коледж. Відразу ж після цього був зарахований в Єнський університет для здобуття вищої освіти.
Після завершення університетської освіти, переїхав зі своєю родиною, як і багато інших македонських болгар, в звільнену від Османської імперії Болгарію. У 1888 став викладачем філософії і етики в Софійському університеті та заступником глави Міністерства освіти.

## Праці

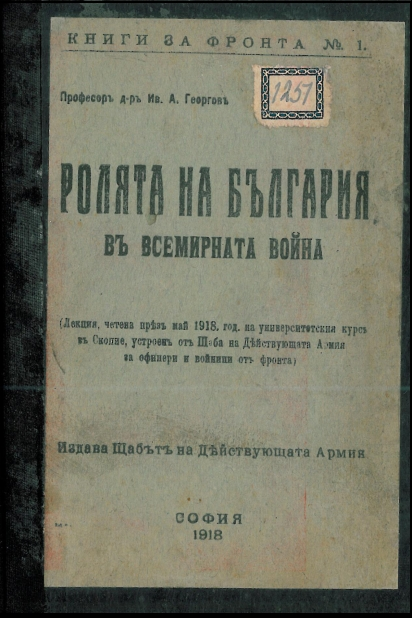
Книги з фронту №1, автор Іван Ґеорґов

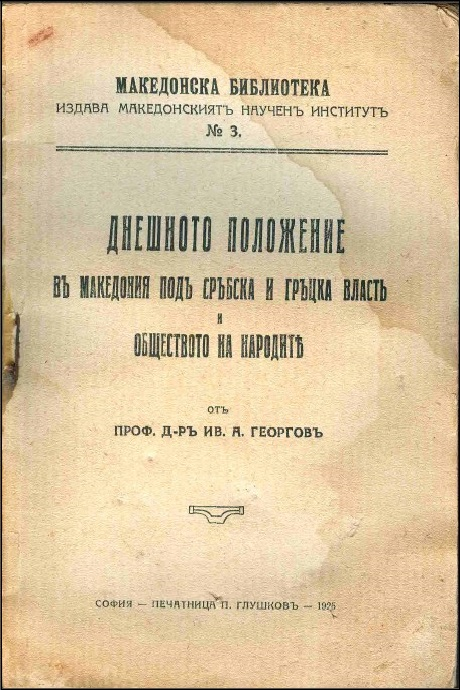
, Македонська бібліотека №3, автор Іван Ґеорґов

- «Материали за речника на велешкия говор», София, 1904 г. в «Библиотека Струмски»
- «Материали по нашето възраждане», публикувано в «Сборник за народни умотворения, наука и книжнина», книга XXIV, София, 1908 г. в «Библиотека Струмски»
- «Die Bulgarische Nation und der Weltkrieg; Gesammelte Aufsätze», Берлин, 1918 г. в «Библиотека Струмски»
- «Що е съвест?» (1903);
- «Първите начала на езиковия израз за самосъзнанието у децата» (1905);
- «История на философията. Том 1. Древна философия. Том 4. Нова философия до Канта. Част 1. Нова философия до Хобса.» (1925—1936);
- «La Question macédonienne» (1929).
- «Македонският въпрос чака своето разрешение» публикувано във в-к «Македония», София, 11.X.1926 година
- «Ньойския договор за мир и английския парламент» статия от проф. Иван Георгов публикувана в сп. «Слънце», год. III, книга 6-7-8, София, 1921 г.
- «Какво да правим?», в-к «Вардар», год. I, бр. 10, 13 декември 1911 г.
- Георговъ, Иванъ. Ролята на България въ всемирната война. София, Книги за фронта № 1. Издава Щабътъ на Дѣйствующата Армия, 1918.
- Георговъ, Иванъ. Днешното положение в Македония подъ сръбска и гръцка власть и Обществото на народитѣ. София, Македонска библиотека № 3, Издава Македонскиятъ Наученъ Институтъ, Печатница П. Глушковъ, 1925.